# عیسی حسینی‌بای
سید عیسی حسینی بای (زاده ۱ اردیبهشت ۱۳۳۲ - بهمن ۱۴۰۱)، یکی از شخصیت‌ها و فرماندهان تکاور برجسته نیروی دریایی ارتش جمهوری اسلامی ایران است. او در تاریخ ۱ اردیبهشت ۱۳۳۲ در استان گلستان متولد شد.
وی در ۱۳۴۹ به استخدام ارتش شاهنشاهی ایران درآمد و همچنین اولین فرمانده تکاوران نیروی دریایی ارتش پس از انقلاب سال ۵۷ در خرمشهر بود که با استقرار در خرمشهر در برقراری نظم و جلوگیری از تفرقه افکنی عناصر جدایی‌طلب در خوزستان نقش اساسی ایفا نمود و از معدود فرماندهان جنگ ایران و عراق می‌باشد که ۸ سابقهٔ حضور کامل در جبهه را در کارنامهٔ خود ثبت نموده است. درجهٔ نظامی او دریادار (معادل سرتیپ) می‌باشد.

## زندگی‌نامه
دریادار عیسی حسینی بای در تاریخ ۱ اردیبهشت ۱۳۳۲ در آزادشهر (پیشتر: شاهپسند) استان گلستان متولد شد. پدر او از خیرین، معتمدین و باغداران بزرگ منطقهٔ شاهپسند (آزادشهر)، رامیان و گنبد بود که نقش مهمی در توسعهٔ اقتصادی و فرهنگی آن منطقه و همچنین تأسیس شهرداری شاهپسند (آزادشهر) در سال ۱۳۴۳ ایفا نمود.

#### تحصیل در کالج سلطنتی رویال مارین انگلستان
او که از دوران نوجوانی به دلیل داشتن تبحر در چند رشتهٔ ورزشی دارای اندامی ورزیده بود، تحصیلات خود را ابتدا در رشتهٔ مکانیک ماشین‌آلات کشاورزی دنبال می‌نمود؛ منتهی به دلیل علاقهٔ وافر به حوزهٔ دریانوردی و علوم نظامی، در سال ۱۳۴۹ با پذیرفته‌شدن در دورهٔ بورسیهٔ اعزامی دانشکدهٔ افسری نیروی دریایی شاهنشاهی در کالج سلطنتی رویال مارین انگلستان به تحصیل در رشتهٔ مدیریت و کمیسری دریایی مشغول می‌گردد و پس از دیدن آموزش‌های ویژهٔ تکاوری در زمینهٔ جنگ‌های دریایی–هوایی–زمینی و عملیات‌های ویژه مفتخر به اخذ کلاه سبز تکاوری به‌عنوان افسر عملیات ویژهٔ Special Boat Service (SBS) (تکاوران ویژهٔ دریایی ارتش ملقب به کلاه‌سبزها با نام سازمانی S.B.S – نیروهای ویژهٔ ایران) شده و با درجهٔ ستوانی (ناوبان) به خدمت در ارتش مشغول می‌شود.
کالج سلطنتی رویال مارین انگلستان (Royal Marines Commando Training Centre) مهم‌ترین، نخبه‌ترین و قدیمی‌ترین مرکز آموزشی عملیات ویژهٔ نیروی دریایی در جهان است که به آموزش فرماندهان و افسران ارشد نظامی از کشورهای مختلف جهان می‌پردازد و به‌عنوان یکی از سخت‌ترین واحدهای نظامی جهان شناخته می‌شود.

#### دوره‌های تخصصی طی‌شده توسط عیسی حسینی بای در انگلستان
- عملیات آبی‌خاکی (عملیات آمفیبی)
- جنگ نامتقارن
- ضدتروریسم و رهایی گروگان
- هفتهٔ جهنم (Hell Week): انجام تمرین بدون وقفه با کمترین خواب و حداکثر فشار فیزیکی 
- دورهٔ حمله تارزان (Tarzan Assault Course): عبور از موانع زیر آتش 
- زنده‌ماندن و بقا در شرایط سخت (کوهستان، جنگل، کویر، سرما و یخبندان)
- دورهٔ تخصصی ۱۸ ماهه (جنگ شهری، غواصی نظامی، چتربازی پیشرفته)

## خدمت در نیروی دریایی
او پس از بازگشت به ایران و خدمت در مراتب مختلف فرماندهی، با تشکیل گردان تکاوران دریایی بوشهر، به آنجا منتقل شد. عیسی حسینی بای، پیش از شروع جنگ ایران و عراق، به‌عنوان اولین فرماندهٔ تکاوران در خرمشهر حضور یافت و به مدت یک سال قبل از جنگ در آنجا مشغول به خدمت بود. او در زمان جنگ در خط مقدم جبهه و در عملیات‌های دریایی و زمینی حضور فعال داشت.

## پیش از شروع جنگ ایران و عراق
پس از وقوع انقلاب در سال ۱۳۵۷، برخی استان‌ها از جمله خوزستان دچار آشوب شدند. در اهواز، حزب خلق عرب ادعای جدایی و پیوستن به عراق را داشت. بمب‌گذاری و خرابکاری آنها مدتی مردم شهر خرمشهر را عاصی کرده بود.
در خرمشهر و اهواز، گروه جدایی‌طلب جبههٔ خلق عرب شورش‌هایی کرده بود و به کمک صدام حسین برای مدتی در شهرهای استان خوزستان بمب‌گذاری می‌کرد و در جاده‌های مرزی مین ضدنفر یا ضدخودرو می‌گذاشت. در بهار ۱۳۵۸، تیمسار احمد مدنی، استاندار وقت استان خوزستان، از فرماندهٔ منطقهٔ دوم نیروی دریایی در بوشهر تقاضای اعزام یک گروهان تکاور برای تأمین امنیت خرمشهر و آبادان کرد.
با ورود خرداد ۵۸، هرج‌ومرج بیداد می‌کرد و نیروهای ضدانقلاب و خلق عرب در خرمشهر شورش کردند و با حمله به مقر فرماندهی سپاه، محمد جهان‌آرا، فرماندهٔ سپاه خرمشهر، و ۱۷ نفر دیگر از فرماندهان سپاه را به گروگان گرفته بودند.
از بوشهر یک گروهان تکاور به فرماندهی ناوبان عیسی حسینی‌بای به خرمشهر گسیل شد تا با خرابکارها مقابله کند. تکاورها مقدار زیادی از بمب‌ها و مین‌های کارگذاری‌شده را خنثی کردند و با کمک مردم بومی اقدام به شناسایی و دستگیری خرابکارها نمودند. ستوان عیسی حسینی‌بای و تکاورهایش موفق شدند طی یک عملیات کماندویی ویژه، گروگان‌ها شامل جهان‌آرا و دوستانش را از محاصره نجات دهند و در نهایت امنیت را به خرمشهر بازگردانند.
به همین خاطر فرماندار وقت خرمشهر در تقاضایی ضمن تقدیر از عملکرد تکاوران، خواستار تمدید مأموریت تکاوران به فرماندهی عیسی حسینی بای در خرمشهر شد.

## شروع جنگ و دوران حضور در جنگ ۸ سالهٔ ایران و عراق
حدود ۳ ماه پیش از آغاز جنگ و بنا بر درخواست مصطفی چمران، با توجه به شناختی که از تجربه، مهارت‌ها و دانش نظامی ستوان عیسی حسینی بای داشتند، حکم امریهٔ انتقال ایشان از بوشهر به تهران و وزارت دفاع صادر شد.
ستوان حسینی بای در تاریخ ۳۱ شهریور ماه در فرودگاه بوشهر به انتظار پرواز به تهران جهت طی مراحل بعدی خدمت بودند که در همان روز دو فروند هواپیمای میگ عراقی به خاک ایران تجاوز کرده و فرودگاه بوشهر و چند نقطهٔ دیگر را مورد هدف قرار دادند.
ایشان که از نزدیک شاهد این واقعه بودند، بلافاصله با یک دستگاه جیپ نظامی به مقر فرماندهی پایگاه دریایی بوشهر بازمی‌گردند و از رفتن به تهران امتناع کرده و ضمن هماهنگی با ناخدا رزمجو، فرماندهٔ منطقهٔ نیروی دریایی بوشهر، و ناخدا صمدی، فرماندهٔ گردان تکاوران دریایی بوشهر (که حکم بازنشستگی ایشان نیز صادر شده بود)، شبانه به همراه تیم کماندویی تحت فرمان خود عازم خرمشهر می‌شوند.
هوشنگ صمدی در کتاب «تکاوران نیروی دریایی در خرمشهر» در خاطرات خود در شرح آن روز نقل می‌کند:
«از افسران لایق و شجاع و کاردان من در گردان تکاوران، ستوان حسینی بای بود که ماه‌ها در خرمشهر خدمت کرده بود. امریهٔ انتقالش از بوشهر به تهران آمده بود و داشت تسویه‌حساب می‌کرد. به او گفتم: «چه کار می‌کنی؟ می‌روی یا می‌مانی؟»
آن افسر ایران‌دوست گفت: «دیگر تمایل ندارم به تهران بروم. هرجا که واحد برود، من هم می‌روم.»
لبخندی از سرِ شادی و رضایت زدم و گفتم: «پس خودت را آمادهٔ رفتن به خرمشهر کن! امشب می‌رویم.»
بعد از این جلسهٔ کوتاه، فرماندهان گروهان‌ها شروع به جمع‌آوری پرسنل تحت امر خود کردند. افسری که در گردان و بوشهر می‌ماند، ستوان عابدی بود که باید کارهای تدارکاتی و نیازهای ما در خرمشهر را در پایگاه پیگیری می‌کرد. ما از مدت‌ها قبل خودمان را آمادهٔ این کارزار کرده بودیم. تا به کارها سر و سامان بدهم و گردان یکم تکاوران را که حدود ششصد نفر بودند آمادهٔ اعزام به آبادان و خرمشهر کنم؛ چند ساعت طول کشید.»

## عملیات انهدام چشم دشمن، معروف به پایگاه جهنمی
عملیات انهدام چشم دشمن – معروف به پایگاه جهنمی و ساخت فیلم سینمایی از روی این عملیات
عملیات انهدام چشم دشمن یک عملیات نفوذی در خاک عراق بود که یک تیم کماندویی به فرماندهی دریادار تکاور حسینی بای پس از انجام چند مرحله ماموریت شناسایی و سپس اجرای عملیات نهایی انجام شد. این عملیات مبنای ساخت فیلم پایگاه جهنمی قرار گرفت.
۱۸ اسفند ۱۳۹۵ در حاشیه افتتاح دفتر نمایندگی نیروی دریایی در گرگان، دریادار شهرام ایرانی با اشاره به این عملیات بیان می دارد "شهید زنده دریادار تکاور عیسی حسینی‎بای از استان گلستان یکی از اسطوره های تاریخی دفاع مقدس است"
وی افزود: "این شهید زنده بزرگوار به شکل نفوذی نیروی دریایی به خاک‎های دشمن  نفوذ می‎کرد و ماموریت‎های زیادی را در دوران دفاع مقدس انجام داد و براساس دلاورمردی‎های این شهید زنده بزرگوار فیلم سینمایی پایگاه جهنمی ساخته شد."

## مصاحبه با انصاف نیوز در حمایت از دریادار سیاری و انتقاد از صدا و سیما
در ۲۴ خرداد ۱۳۹۹، پس از مصاحبهٔ دریادار حبیب‌الله سیاری با خبرگزاری ایرنا و سپس حذف آن از وب‌سایت این خبرگزاری و حاشیه‌های ایجادشده پیرامون آن، پایگاه خبری انصاف نیوز با دریادار عیسی حسینی‌بای به مصاحبه پرداخت.
حسینی‌بای در این مصاحبه ضمن تایید و حمایت از گفته‌های سیاری، با بیان اینکه «شک می‌کنیم شاید اصلاً ما نبودیم که جنگیدیم!» و «یک تعدادی از مسئولین در آن زمان می‌آمدند عکس یادگاری بگیرند که ما اینجا بودیم» به طرح انتقادات جدیدتری نسبت به افرادی پرداخت که به گفتهٔ وی تنها برای گرفتن عکس یادگاری در بزنگاه‌ها حضور پیدا می‌کردند و سپس منطقه را ترک می‌نمودند.
در بخش‌هایی از این مصاحبه، وی صراحتاً از محمد غرضی، استاندار وقت خوزستان، به دلیل جدی نگرفتن نشانه‌های آغاز جنگ انتقاد کرد:  «متاسفانه در اوایل، عده‌ای بودند که فاقد دانش نظامی بودند و هیچ آگاهی و اطلاعاتی از وضعیت و تاکتیک دشمن نداشتند و همچنین در منطقه نظریه‌پرداز هم بودند، از جمله آقای غرضی استاندار وقت خوزستان که قبل از آغاز جنگ به ایشان هشدار داده بودیم و جدی نگرفتند.»
او همچنین افزود:  «در همان زمان، ما اعلام کردیم که عراق دارد تجهیزات سنگینش را به مرز می‌آورد و هواپیماهایش هم هر روز در منطقه گشت می‌زند و این نشان‌دهندهٔ این است که احتمال دارد عراق به ما حمله کند. حتی خودم مستقیماً این را به آقای غرضی گفتم؛ به ایشان گفتم عراق دارد خودش را آماده می‌کند تا به ما حمله کند، اما پاسخ داد که از این خبرها نیست و خیلی شوخی گرفتند و ما پشیمان شدیم که چرا به ایشان موضوع را گفته‌ایم.»
این مصاحبه در همان تاریخ توسط رادیو بین‌المللی فرانسه بازنشر داده شد.

## درگذشت
دریادار عیسی حسینی بای از جانبازان دوران جنگ هشت ساله ایران و عراق بودند که چندین نوبت از نقاط مختلف بدن شامل سر، کتف، شکم و پا مورد اصابت ترکش و گلوله قرار گرفتند به طوری که تعدادی از این ترکش ها تا پایان عمر ایشان در بدنشان باقی مانده بود در بهمن ماه سال ۱۴۰۱ پس از سالها تحمل جراحات وارده در شهر گرگان درگذشتند. پیکر ایشان طی برگزاری مراسم تشیع رسمی و ادای احترام نظامی با حضور جمعی از همرزمان وی و مقامات لشگری و کشوری در قطعه شهدا و جانبازان آستان امام زاده عبدالله گرگان به خاک سپرده شد. 
در پی درگذشت ایشان، ازطرف تنی چند از مقامات عالی رتبه نظامی کشور از جمله دریادار حبیب الله سیاری، معاون هماهنگ کننده ارتش و از همرزمان دریادار حسینی بای، امیر دریادار شهرام ایرانی فرمانده نیروی دریایی ارتش،  ناخدا هوشنگ صمدی فرمانده گردان تکاوران بوشهر، سرهنگ کاظمی مدیرکل بنیاد حفظ آثار دفاع مقدس استان گلستان و... پیام های تسلیت رسمی صادر گردید.